# REAL (EARTHSHAKERのアルバム)
『REAL』（リアル）は、EARTHSHAKERの11枚目のオリジナル・アルバム。

## 概要
ワーナーミュージック・ジャパン移籍後初のアルバムであり、解散前最後のオリジナル・アルバムである。
オリコン上位にランキングされ、「EARTHSHAKERの最高傑作」との評価を受けた。
本作に先行して発売されたシングル「Say Goodbye」は、各地の有線放送局で1位を飾った。
2012年にタワーレコード限定で再発売した。また、2012年マスター音源を採用している。

## 収録曲
（全作詞（特記以外）：西田昌史、全作曲（特記以外）：石原慎一郎）
1. 裏切りのロックン・ロール
  - 作詞：ティム・ジェンセン
2. LABYRINTH
3. 最後のページ
4. Say Goodbye(日本語バージョン)
  - 作詞：松井五郎 / 作曲：西田昌史
5. 敗北の彼方に
6. SOMEBODY TO LOVE
7. REAL WORLD
8. SUCH A FOOL
  - 作詞：ティム・ジェンセン / 作曲：西田昌史
9. SWEET EMOTION
  - 作曲：西田昌史
10. CRIME
  - インストゥルメンタル曲。
11. DAY BREAK
  - 作詞：松井五郎
12. Say Goodbye(英語バージョン)[注 1]
  - 作詞：ティム・ジェンセン / 作曲：西田昌史